# Jan Michaelis
Jan Michaelis (ur. 15 stycznia 1978 w Hamburgu) – niemiecki snowboardzista. Jego najlepszym wynikiem na mistrzostwach świata jest 4. miejsce w halfpipe’ie na mistrzostwach w Whislter. Jego najlepszym wynikiem olimpijskim jest 12. miejsce w halfpipe’ie na igrzyskach w Salt Lake City. Najlepsze wyniki w Pucharze Świata osiągnął w sezonie 2005/2006, kiedy to zajął 4. miejsce w klasyfikacji generalnej, a w klasyfikacji halfpipe’a był pierwszy. W tej ostatniej klasyfikacji triumfował także w sezonie 2001/2002.
W 2006 r. zakończył karierę.

## Sukcesy

### Igrzyska olimpijskie
| Miejsce | Dzień     | Rok  | Miejscowość    | Konkurencja | Zwycięzca   |
| ------- | --------- | ---- | -------------- | ----------- | ----------- |
| 12.     | 11 lutego | 2002 | Salt Lake City | Halfpipe    | Ross Powers |
| 15.     | 12 lutego | 2006 | Turyn          | Halfpipe    | Shaun White |

### Mistrzostwa Świata
| Miejsce | Dzień       | Rok  | Miejscowość          | Konkurencja | Zwycięzca        |
| ------- | ----------- | ---- | -------------------- | ----------- | ---------------- |
| 6.      | 27 stycznia | 2001 | Madonna di Campiglio | Halfpipe    | Kim Christiansen |
| 9.      | 17 stycznia | 2003 | Kreischberg          | Halfpipe    | Markus Keller    |
| 4.      | 22 stycznia | 2005 | Whistler             | Halfpipe    | Antti Autti      |

### Puchar Świata

#### Miejsca w klasyfikacji generalnej
- 2000/2001 – 22.
- 2001/2002 – –
- 2002/2003 – –
- 2003/2004 – –
- 2004/2005 – –
- 2005/2006 – 4.

#### Miejsca na podium
1. Berchtesgaden – 10 lutego 2001 (halfpipe) – 1. miejsce
2. Kreischberg – 25 stycznia 2002 (halfpipe) – 1. miejsce
3. Sapporo – 3 marca 2002 (halfpipe) – 3. miejsce
4. Ruka – 13 marca 2002 (halfpipe) – 1. miejsce
5. Tandådalen – 22 marca 2002 (halfpipe) – 2. miejsce
6. Valle Nevado – 13 września 2002 (halfpipe) – 2. miejsce
7. Whistler – 13 grudnia 2003 (halfpipe) – 3. miejsce
8. Saas-Fee – 29 października 2004 (halfpipe) – 2. miejsce
9. Sungwoo – 26 lutego 2005 (halfpipe) – 3. miejsce
10. Lake Placid – 5 marca 2005 (halfpipe) – 3. miejsce
11. Leysin – 19 stycznia 2006 (halfpipe) – 3. miejsce
12. Leysin – 20 stycznia 2006 (halfpipe) – 1. miejsce
13. Lake Placid – 11 marca 2006 (halfpipe) – 2. miejsce
14. Furano – 18 marca 2006 (halfpipe) – 3. miejsce

W sumie 4 zwycięstwa, 4 drugie i 6 trzecich miejsc.